# Самолёт капитана Тарасова

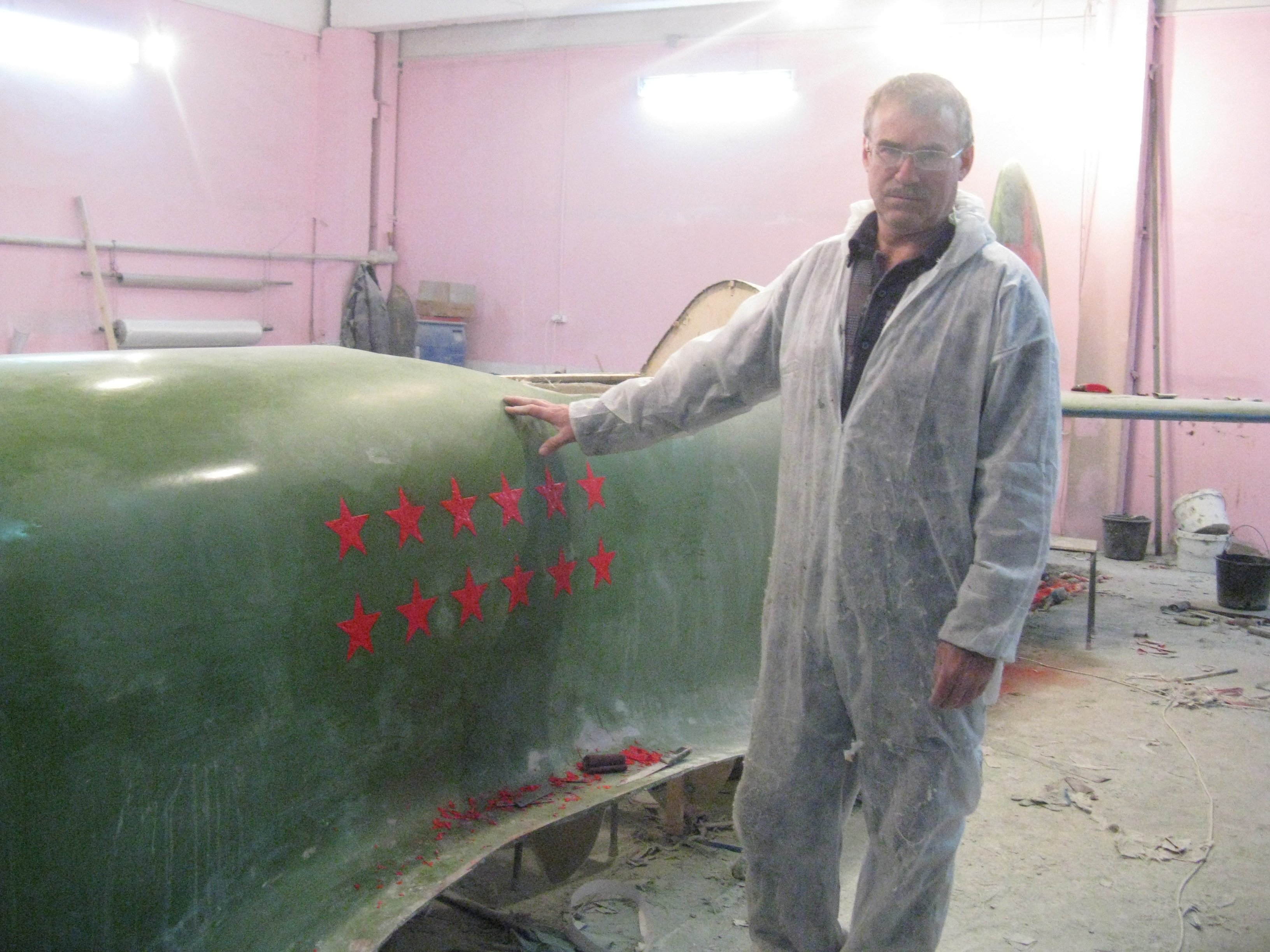
Авиаконструктор Геннадий Шаркутов у своего детища

Памятник трудовому подвигу жителей НАО в годы Отечественной войны «Самолет капитана Тарасова» — был установлен 8 мая 2010 года в центре города Нарьян-Мар. Монумент является макетом самолёта Як-7Б в натуральную величину.

## История
В 1944 году рабочие и служащие судоверфи Нарьян-Мара собрали 81170 рублей на постройку самолёта-истребителя «Як-7Б». 7 сентября 1944 года делегация представителей Ненецкого национального округа передала лётчикам Беломорской военной флотилии истребитель Як-7Б «Нарьян-Марский судостроитель» («Нарьян-Марский судорабочий»), который был вручен Герою Советского Союза капитану А. К. Тарасову. 26 сентября 1944 года в воздушном бою капитан Тарасов на этом Як-7Б сбил 2 вражеских самолёта Фокке-Вульф Fw 190.
1 октября 1946 года истребитель на дизель-электроходе «Гогланд» был доставлен в Нарьян-Мар. 20 ноября 1946 года самолёт был передан окружному музею как экспонат, и затем установлен невысоком деревянном постаменте в городском сквере напротив морского порта, как памятник советским людям, трудившимся в тылу. На фюзеляже самолёта был нарисован портрет Алексея Тарасова, а надпись гласила:

На этом самолёте в Советском Заполярье воевал Герой Советского Союза капитан Алексей Кондратьевич Тарасов — член ВКП (б). За время Великой Отечественной войны он сбил 12 самолётов противника

С момента установки, до начала 1950-х годов пока за самолётом ухаживали — он находился в хорошем состоянии. Но в последующие годы отношение к памятнику резко изменилось. Боевой истребитель стал игрушкой для детей. Изрезанная резина на колесах, ободранный плексиглас с кабины, сорванная фанера с фюзеляжа — самолёт превратился в ободранные руины.
15 июня 1956 года на заседании горисполкома было принято решение списать самолёт марки Як-7б, установленный в городском сквере, так как «он пришел в полную непригодность и дальнейшему ремонту не подлежит, деревянные части все сгнили, металлические части проржавели». Решение о списании самолёта было согласовано с горкомом и окружкомом КПСС. Вскоре, несмотря на то, что полуразрушенный истребитель ещё вполне можно было восстановить рабочие горкомхоза на глазах горожан разбили самолёт кувалдами, а обломки вывезли на свалку.
После этого 19 фронтовиков написали письмо в защиту памятника, призывая восстановить боевую машину, построенную на средства жителей округа. В июле 1957 года Ненецким окружкомом КПСС были приняты меры по приведению моторной части самолёта в соответствующий вид для экспонирования в окружном краеведческом музее Нарьян-Мара. Двигатель самолёта привезли со свалки и установили около здания окружного музея.

## История памятника
В 2009 году федерация сверхлегкой авиации Ненецкого автономного округа предложила восстановить памятник самолёту. Эта инициатива была поддержана губернатором НАО И. Г. Фёдоровым. Затем был объявлен сбор средств на установку памятника. Необходимая денежная сумма была собрана жителями и предприятиями округа в кратчайшие сроки. 25 февраля 2010 года инициатива была поддержана городскими властями Нарьян-Мара.
Макет самолёта создавался постепенно, так как особую трудность вызывали размеры, которые должны были точно соответствовать действительности. Руководителем проводимых работ стал авиаконструктор из Москвы Геннадий Шаркутов. Работы, касающиеся изготовления и установки макета самолёта, получили благословение церковных служителей Нарьян-Мара, так как памятник установлен напротив Богоявленского собора.
Памятник полностью выполнен из стеклопластика с применением композитных материалов. Декоративный слой самолёта был сделан из высокопрочных гелькоутов — морозоустойчивых материалов, не боящихся ультрафиолетового излучения. Рядом с памятником установлен двигатель от утраченного в 1956 году самолёта.
8 мая 2010 года в центре города, на пересечении улиц Смидовича и Ленина состоялся митинг, на котором памятник был торжественно открыт.
По словам главы администрации НАО Игоря Федорова, открывшего памятник «Яку-7Б»,

Этот боевой самолёт отныне является не только символом боевого истребителя, но памятником всем ветеранам войны, тем кто дожил до Победы, и тем, кто назад так и не вернулся,…это памятник тем людям, кто отдавал последние крохи для того, чтобы самолёт «Нарьян-Марский судостроитель» взмыл в небо.

В 2022 году памятник капитально отремонтирован.